# Марковский, Вениамин Яковлевич
Вениамин Яковлевич Марковский, по другим данным — Морковский (1924 — 3 октября 1943) — красноармеец Рабоче-крестьянской Красной Армии, участник Великой Отечественной войны, Герой Советского Союза (1944).

## Биография
Вениамин Марковский родился 29 сентября 1924 года в селе Залесово (ныне — Залесовский район Алтайского края). В 1931 году вместе с семьёй переехал в город Салаир Кемеровской области, где окончил семь классов школы и школу фабрично-заводского ученичества, после чего работал на руднике. В 1939 году переехал в Новосибирскую область, работал на золотых приисках. В августе 1942 года Марковский был призван на службу в Рабоче-крестьянскую Красную Армию. С 1943 года — на фронтах Великой Отечественной войны, был стрелком 215-го гвардейского стрелкового полка 77-й гвардейской стрелковой дивизии 61-й армии Центрального фронта. Отличился во время освобождения Чернигова и битвы за Днепр.
Во время боёв за освобождение Чернигова Марковский одним из первых ворвался в немецкие траншеи и лично уничтожил несколько вражеских солдат. В ночь с 27 на 28 сентября 1943 года Марковский во главе передовой группы переправился через Днепр в районе населённого пункта Старая Иолча Брагинского района Гомельской области Белорусской ССР и принял активное участие в боях за захват и удержание плацдарма на его западном берегу. В бою за Старую Иолчу Марковский получил тяжёлое ранение, от которого умер 3 октября 1943 года. Похоронен в братской могиле в селе Комаровка Репкинского района (Черниговская область, Украина).
Указом Президиума Верховного Совета СССР «О присвоении звания Героя Советского Союза генералам, офицерскому, сержантскому и рядовому составу Красной Армии» от 15 января 1944 года за «образцовое выполнение боевых заданий командования по форсированию реки Днепр и проявленные при этом мужество и героизм» гвардии красноармеец Вениамин Марковский посмертно был удостоен высокого звания Героя Советского Союза. Также посмертно был награждён орденом Ленина.

## Память
В честь Марковского названы улицы в Салаире и Комаровке, ПТУ в Гурьевске, парк в родном селе Залесово, установлены бюсты в селе Завьялово Алтайского края, селе Маслянино Новосибирской области и в Комаровке.